# Édouard Retterer
Édouard Retterer, né le 10 octobre 1851 à Muttersholtz, en Alsace, et mort le 1er avril 1934 à Bertrichamps, en Lorraine, est un médecin et histologue français.
Professeur agrégé de la Faculté de médecine de Paris, il fut membre de la Société de biologie.